# 尼科利斯克 (沃洛格達州)
59°32′N 45°27′E / 59.533°N 45.450°E
尼科利斯克（俄语：Нико́льск）是俄羅斯沃洛格達州東南部的一個城市，位於尤格河畔，與州首府沃洛格達相距440公里。2002年人口8,649人。
1780年設市。